# Reverend Billy

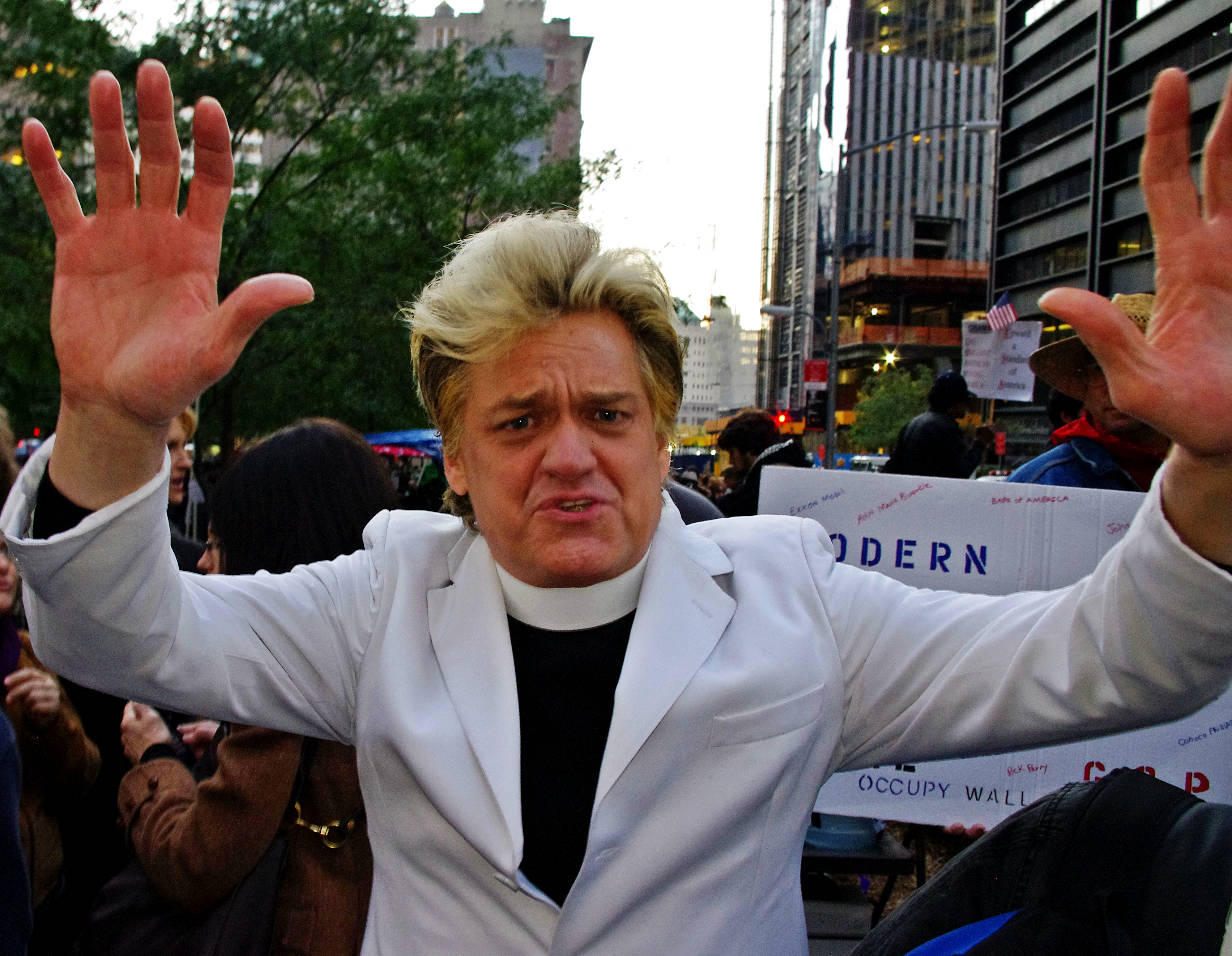
Reverend Billy bij Occupy Wall Street in 2011

Reverend Billy, een typetje gespeeld door William ('Billy') Talen, is de 'voorganger' van de Church of Life After Shopping, een Amerikaanse performance- en activistengroep uit New York. Zij verzetten zich voornamelijk tegen, in hun ogen, kwalijke uitwassen van de huidige consumptiemaatschappij en de mate van consumentisme van de moderne tijd.
De figuur Reverend Billy is geïnspireerd op enerzijds straatpredikanten en anderzijds de typische Amerikaanse televisie-evangelisten. Onder leiding van Reverend Billy pleit de Church of Life After Shopping (voorheen Church of Stop Shopping) voor een economische rechtvaardigheid, milieubescherming, vrede en sociale rechtvaardigheid. Vanuit hun pacifisme nam de groep ook deel aan demonstraties tegen de oorlog in Irak. Hoewel de groep nog steeds straattoneel speelt, treedt Reverend Billy ook op in theaters. Ook over de grens.

## Ontstaan
Reverend Billy werd bedacht door de Amerikaanse toneelspeler, regisseur en zijn vertolker Talen. Talen, van Nederlandse, calvinistische afkomst (zijn voorouders kwamen uit Staphorst) en geboren in Minnesota, ontwikkelde Reverend Billy in San Francisco. Daar kreeg hij naamsbekendheid als acteur en regisseur in diverse alternatieve theatershows. De doorbraak voor Reverend Billy kwam er echter pas nadat Talen begin jaren ’90 naar New York trok, waar hij als Reverend Billy begon te preken op Times Square. Times Square onderging in die periode een metamorfose en veranderde van een buurt met kleine winkels in een toeristische wijk. Grote winkelketens zoals de Disney Store vestigden zich daar. Hoewel hij aanvankelijk alleen 'preekte', verzamelde Talen vrij snel een gezelschap rond zich dat zijn gospelkoor ging vormen.
Wat de ontwikkeling van het personage Reverend Billy betreft, werkte Talen voornamelijk samen met Reverend Sidney Lanier. Als neef van Tennessee Williams was Lanier altijd al geïnteresseerd in het avant-garde-theater. Hij was vicaris van de St-Clements kerk, een evangelische kerk in de wijk Hell’s Kitchen, die ook gebruikt werd als theaterzaal. Talen werkte daar op dat moment als huisbewaarder. Talen stond aanvankelijk zeer sceptisch tegenover het religieuze. Tijdens zijn jeugd had hij al afstand genomen van het conservatieve protestantisme. Lanier stimuleerde hem om toch de teksten van de Radical Theologians te lezen. Anno 2008 zegt Talen verder sterk beïnvloed te zijn door Elaine Pagels en theatermaker Lenny Bruce.
Hoewel Talen zichzelf geen christen noemt, stelt hij toch dat Reverend Billy geen parodie is op, maar een volwaardige predikant. Reverend Billy brengt de mensen, aldus Talen, ook een boodschap van hoop, zoals andere predikanten.

## Activisme
Oorspronkelijk ageerde Reverend Billy voornamelijk tegen de Disney Store op Times Square, die voor hem symbool stond voor het consumentisme dat zich in de jaren 90 sterk doorzette. Een eerste actie tegen Disney was een fluistercampagne die Talen en enkele medestanders voerden in de winkel. Daarbij formuleerden ze luide klachten over Disney en beschreven ze dat de aanwezige producten werden geproduceerd in verschrikkelijke werkomstandigheden, terwijl ze net deden of ze telefoneerden. Nadat ze ontdekt waren, begon Talen als Reverend Billy publiekelijk te preken in de winkel, totdat ze door de politie opgepakt werden.
Na Disney nam Reverend Billy andere ketens op de korrel. Terwijl de acties tegen Disney voortduurden, nam Reverend Billy ook Wal-Mart, Starbucks Coffee en Victoria's Secret onder vuur. Starbuck's Coffee kreeg het, onder meer tijdens acties in New York en Barcelona, hard te verduren. Als voornaamste aanklachten heeft Reverend Billy het vooral over de oneerlijke handelspraktijken, onder meer naar de koffieboeren toe, die deze multinationals hanteren. Evenals over de moeilijke arbeidsomstandigheden - Wal-Mart laat geen vakbonden toe in zijn vestigingen - en wat Reverend Billy omschrijft als de Demon Monoculture (de ideologische dominantie van de multinationals). Bij Starbuck's Coffee komt hier nog het vals Bohemien gevoel bij dat de keten volgens Reverend Billy verkoopt via zijn koffie.
Een andere actie van Reverend Billy en het gospelkoor was de optocht in Disneyland in december 2005, ter afsluiting van de rondreis die het gezelschap door de Verenigde Staten maakte, om de bevolking aan te zetten tot bewuster koopgedrag tijdens de Kerstperiode. In 2007 bracht de groep een film over deze tocht uit, van de hand van Morgan Spurlock en Rob Van Alkemade. Verdere ondernemingen acties waren onder meer de deelname aan 'Don't Buy Bush's War', georganiseerd door Code Pink: Women for Peace en de maandelijkse fietstocht van Critical Mass in juni 2007 in Manhattan.